# Bezirk Reichenau an der Kněžna
Der Bezirk Reichenau an der Kněžna (tschechisch Okres Rychnov nad Kněžnou) war ein Politischer Bezirk im Königreich Böhmen. Sitz der Bezirkshauptmannschaft (okresní hejtmanství) war die Stadt Reichenau an der Kněžna (Rychnov nad Kněžnou). Der Bezirk bestand aus den Gerichtsbezirken Reichenau und Adlerkosteletz.

## Geschichte
Die modernen, politischen Bezirke der Habsburgermonarchie wurden 1868 im Zuge der Trennung der politischen von der judikativen Verwaltung geschaffen (RGBl. 1868/101). Im Jahr 1869 verlor der Bezirk 20 Gemeinden, welche Teil des Gerichtsbezirks Rokitnitz wurden und somit in den Bezirk Senftenberg fielen, da der Gerichtsbezirk Rokitnitz in den Bezirk Senftenberg eingegliedert wurde.
Das Gebiet des Bezirks Reichenau an der Kněžna wurde 1868 aus den Gerichtsbezirken Reichenau und Adlerkosteletz gebildet.
Im Bezirk Reichenau lebten 1869 47,064 Personen.